# Ганстери (фільм, 1913)
«Ганстери» (англ. The Gangsters) — американська короткометражна кінокомедія Генрі Лермана 1913 року.

## Сюжет
Забавна пародія про ганстерів. Ганстери спіймали і пограбували поліцейського. Після чого поліція помістила підробленого офіцера на дошці, а коли бандити хочуть втекти поліція розпочинає бій, який відбувається у воді.

## У ролях
- Фред Мейс — ганстер
- Нік Коглі — поліцейський шериф
- Ел Сент-Джон — поліцейський
- Форд Стерлінг — референт
- Роско «Товстун» Арбакл — поліцейський
- Чарльз Ейвері — поліцейський
- Джевел Кармен — дівчина
- Вільям Гаубер — поліцейський